# Помазан Арнольд Кондратович
Арнольд Кондратович Помазан, біл. Арнольд Кандратавіч Памазан (*14 червня 1939, Комсомольськ-на-Амурі, Росія) — білоруський актор. Народний артист Білорусі (1999).

## Біографія
В 1967 році закінчив театральний факультет Білоруської державної академії мистецтв за спеціальністю «Акторська майстерність драматичного театру і кіно» (курс заслуженого артиста УСРС і БСРС Р. А. Кочаткова). З цього ж року працює в Національному академічному театрі імені Янки Купали.
Серед найкращих ролей: Адольф Биковський («Полінка» Янки Купали), Чорновус («Хто сміється останнім» К. Кропиви), Гарік («Погорільці» А. Макаєнко), Адвернік («Написане залишається» А.Петрашкевича), Михайлик («Женитися — не журитися» бр. Далецьких, М. Чарота), Падерин («Плач перепілки» І. Чигринова), Буслай («Поріг» А. Дударова), Кудраш («Гроза» А. Островського), купець Абдулін («Ревізор» М. Гоголя), Мартін («Валенсійські дурні» Лопе де Веги), Удра («Безіменна зірка» М. Себастіана), головний поповнення анархістів («Оптимістична трагедія» У. Вишневського), Ігор («Традиційний збір» В. Розова), Баба Яга («Рожева квіточка» Л. Бравсевича, І. Корновухової), Манучар Кіквідзе («Закон вічності» за Н. Думбадзе), Меженін («Берег» за Ю. Бондаревим), Чоловік («Кішка, що гуляє сама по собі» Р. Кіплінга), Маше («Місьє Амількар, або Людина, що платить» І. Жаміяка), Наум Приказка («Ідилія» В. Дудіна-Марцинкевича), Гофмаршал Фон Кольб («Підступність і кохання» Ф. Шиллера), Адаєв («Ліс» А. Островського), Майкл Гамон («Смак яблука» А. Дялендика), військовий міністр Марес («Ромул Великий» Ф. Дюрренматта), Справжній чоловік («Чоловік для поетеси» А. Попової), Падрон Тоні («К'єджавські плітки» К. Гальдоні), Егей («Сон літньої ночі» В. Шекспіра), Піп («Тутешні» Я. Купали), Еленька («Страсті за Авдієм» У. Бутрамєєва), Совалайнен («Волга» Л. Руахонен), Гетьман («Ядвіга» А. Дударова), Бригела («Слуга двох господарів» К. Гальдоні), Губернатор, Дивний чиновник, Капітан-Справник, Капітан-Копійкин, Мажардом («Чічіков» М. Гоголя).